# イサハヤ
イサハヤは日本の競走馬である。1935年春の中山大障碍に優勝した。
平地初出走は1932年春の中山新呼戦。5日の開催すべてに出走したが着外に終わり、続いて東京の新呼戦に4回出走して2着1回、3着2回という成績をのこし、福島で初日3着の後に2日目で初勝利を挙げ、優勝戦にも勝利した。同年は更に中山、福島でそれぞれ1勝を挙げたが、優勝戦に勝つことはなかった。
1933年春は中山、東京、横浜、福島と転戦し、東京では重馬場の帝室御賞典で優勝したアスコツトにハナ差の2着に惜敗。福島では2日目に勝った後に帝室御賞典、優勝戦に出走したが、いずれも4着に敗れた。同年秋は福島で1勝、横浜で勝入ハンデキャップなど2勝を挙げ、中山ではカブトヤマ、東京のハンデ戦ではワカタカをやぶって勝利したが、優勝戦では福島で4着となったほかは着外といいところがなかった。長距離の重賞には縁がなかったものの、平地では計10勝を挙げ、重馬場、連闘を苦にすることはなかった。
6歳となった1934年春から障害入りし、中山で出走3度目で初勝利を挙げたが、優勝戦で転倒してその後春シーズンを全休。秋は横浜3回、東京で1回出走したが、未勝利に終わった。しかし、1935年春の中山では得意の不良馬場となり、まず2日目の障碍特ハンに勝った。6日目の中山大障碍はわずか3頭の出走にとどまり、イサハヤは1番人気に推された。レースでは障害4勝のトカチイチマルに1馬身3/4の差をつけて優勝。同じく不良馬場で行われた第1回のキンテンのタイムを11秒2/5更新した。
その後は東京、横浜で特ハンに出走したが勝てず、秋シーズンから1935年の1年半は不出走のまま引退。生まれ故郷の青森に戻り、シヤインと名を変えて1936年から1941年まで種牡馬生活を送ったが、わずかに産駒のチイカが新潟の新抽戦で1勝したのみで目立った成績は残せなかった。

## 競走成績(障害競走のみ)
| 年月日 | 年月日 | 競馬場 | 競走名                   | 頭数 | 人気 | 着順 | 騎手   | 斤量 | 距離（馬場） | タイム | 着差     | 1着馬/（2着馬）  | 斤量 |
| 1934   | 3.25   | 中山   | 呼馬障碍(加増重量ナキ馬) | 17   | 2人  | 着外 | 近江   | 60   | 障2400(良)   |        |          | ケイメイ         | 57   |
|        | 3.26   | 中山   | 呼馬障碍                 | 11   | 2人  | 2着  | 近江   | 60   | 障2600(良)   |        | 大差     | サンダークラツプ | 70   |
|        | 4.1    | 中山   | 呼馬障碍(加増重量ナキ馬) | 9    | 1人  | 1着  | 近江   | 63   | 障2400(不)   | 2:55.0 | 10馬身   | (リオン)         | 57   |
|        | 4.8    | 中山   | 呼馬障碍優勝             | 4    | 3人  | 中止 | 近江   | 63   | 障3600(良)   |        |          | サンダークラツプ | 70   |
|        | 10.20  | 日本   | 障碍特ハン               | 10   | 4人  | 着外 | 織田   | 60   | 障2600(良)   |        |          | マイデンヤー     | 60   |
|        | 11.2   | 日本   | 障碍ハンデキヤツプ       | 7    | 3人  | 4着  | 秋山辰 | 59   | 障2600(不)   |        |          | キングバージン   | 60   |
|        | 11.3   | 日本   | 障碍(加増重量ナキ馬)     | 9    | 2人  | 2着  | 秋山辰 | 64   | 障2400(重)   |        | 5馬身    | アツカシ         | 57   |
|        | 11.11  | 東京   | 障碍特ハン               | 6    | 5人  | 5着  | 秋山辰 | 60   | 障2800(良)   |        |          | キングバージン   | 61   |
| 1935   | 3.30   | 中山   | 呼馬障碍特ハン           | 7    | 5人  | 1着  | 秋山辰 | 59   | 障2600(不)   | 3:04.6 | 1馬身3/4 | (リンプウ)       | 59   |
|        | 4.7    | 中山   | 中山大障碍               | 3    | 1人  | 1着  | 秋山辰 | 64   | 障4100(不)   | 5:09.8 | 1馬身3/4 | (トカチイチマル) | 61   |
|        | 4.21   | 東京   | 障碍特ハン               | 5    | 3人  | 5着  | 秋山辰 | 63   | 障2800(良)   |        |          | ダービー         | 62   |
|        | 5.11   | 日本   | 障碍特ハン               | 4    | 2人  | 3着  | 秋山辰 | 60   | 障2600(良)   |        |          | ダービー         | 63   |